# Aldo Bonacossa

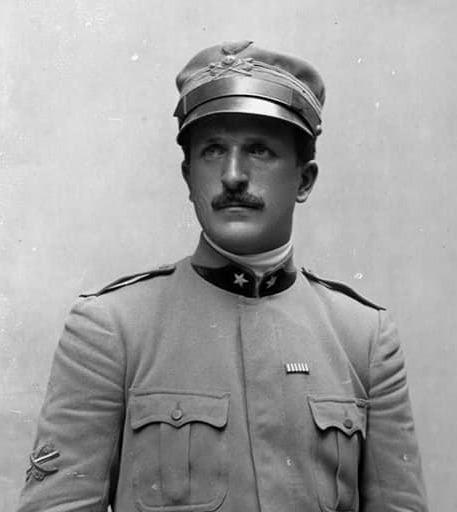
Aldo Bonacossa in der Uniform eines Leutnants der Genietruppen im Ersten Weltkrieg

Aldo Bonacossa (* 7. August 1885 in Vigevano; † 28. April 1975 in Mailand) war ein italienischer Unternehmer, Alpinist und Sportfunktionär.

## Leben
Aldo Bonacossa war der zweitgeborene Sohn des Seidenfabrikanten und Abgeordneten Cesare Bonacossa. Er studierte Ingenieurswissenschaften und Chemie an der Technischen Hochschule in München. Beruflich war er im Familienunternehmen, aber auch im Baugewerbe und in der Landwirtschaft tätig.
Im Ersten Weltkrieg meldete er sich nach dem italienischen Kriegseintritt als Freiwilliger. Als Offizier der Genietruppen war er Träger des  Kriegsverdienstkreuzes. Nach einer Verwundung in Tolmein an der Isonzofront 1916 begleitete er nach seiner Genesung den Dokumentarfilmer Luigi Comerio bei seinen Dreharbeiten an der Adamellofront. In der Folge war Bonacossa in geheimer Mission für den italienischen Generalstab in der Schweiz tätig. Als Ausbilder der Skitruppen des Königlichen-Italienischen Heeres im Aostatal zog er sich 1917 an der Aiguille de la Grande Sassière schwere Erfrierungen an den Füßen zu.
Wie sein zwei Jahre älterer Bruder Alberto Bonacossa praktizierte er ein gutes Dutzend Sportarten, wobei er sich im Skifahren und im Alpinismus einen Namen machte, nicht nur als Aktiver, sondern auch als Funktionär. Als Alpinist gelangen ihm etwa 470 Erstbegehungen vorwiegend in den Alpen, aber auch in den Anden. Seine ersten alpinistischen Erfahrungen, hatte er bereits als Jugendlicher gesammelt, als er mit seiner Familie die Sommermonate in Macugnaga zu Füßen des Monte Rosa verbrachte. Die Bergführer Christian Klucker und Bortolo Sertori waren seine Lehrmeister.
Ein ganz besonderes Verhältnis hatte er zu seinem Bruder Alberto, der ihm das Bergsteigen ohne Bergführer beibrachte. Nach dessen Tod ließ er zum Gedenken den Bonacossaweg in den Sextner Dolomiten errichten. Als Alpinist trat er auch in den Pyrenäen, in der Sierra Nevada und auf dem Massiv des Gran Sasso in Erscheinung. Auf dem Gran Sasso gelangen ihm beispielsweise in den 1920er- und 1930er-Jahren mehrere Skibesteigungen, darunter die erstmalige Skibesteigung des Corno Grande im März 1923. 1934, 1937 und 1939 führte er drei italienische Expeditionen in den Anden an, unter anderem zum Fitz Roy. Seine alpinistisch bedeutendsten Begehungen gelangen ihm am Monviso (Nordostwand), an der Grande Casse, an der Aiguille Blanche de Peuterey (Südostgrat) und Aletschhorn (West-Süd-Westwand). Zu seinen Seilgefährten zählten unter anderem Walter Amstutz, Ettore Castiglioni, George Ingle Finch, Giusto Gervasutti, Tita Piaz, Paul Preuß,   Hans Steger und Paula Wiesinger.
Seine profunden Kenntnisse über die Alpen fanden Ausdruck in einigen Gebietsführern und Beiträgen, die er für den Club Alpino Italiano (CAI) und den Schweizer Alpen-Club verfasste. Unter anderem zeichnete er sich für den 1915 erschienenen ersten italienischsprachigen Gebietsführer über die Ortlergruppe aus. Marcel Kurz bezeichnete ihn als den eklektischsten Alpinisten und Skifahrer seiner Epoche. Nach Aldo Bonacossa ist ein Höhenweg in der Ortlergruppe, der Torre Bonacossa (3280 m) in der Presanellagruppe und das Rifugio Allievi-Bonacossa in den Bernina-Alpen benannt.
Aldo Bonacossa gehörte seit 1903 dem CAI an und war seit 1906 Mitglied des Club Alpino Accademico Italiano (CAAI). Letzterem stand er zwischen 1933 und 1945 als Präsident vor. Seit 1964 war Ehrenmitglied des CAI. Von 1920 bis 1940, und erneut ab 1948, war er Mitglied im Alpine Club (AC). 1957 war er Vizepräsident und ab 1963 Ehrenmitglied im AC.
Er war zudem Gründungsmitglied des italienischen Skiverbandes – 1930 umbenannt in italienischer Wintersportverband (FISI) – und war zwischen 1920 und 1923 der erster Präsident des Verbandes. Zwischen 1927 und 1929 füllte er das Amt ein zweites Mal aus. Dem Vorstand der FISI gehörte Bonacossa bis 1952 an. Von 1927 bis 1945 und von 1947 bis 1958 war er Vorstandsmitglied des Internationalen Ski-Verbandes (FIS) sowie von 1932 bis 1934 Vizepräsident und von 1958 an Ehrenmitglied des FIS.

## Schriften (Auswahl)
- Regione dell'Ortler. Ripalta, Mailand 1915.
- Masino, Bregaglia, Disgrazia. (= Guida dei Monti d'Italia). Club Alpino Italiano/Touring Club Italiano, Mailand 1936.